# Duinviooltje
Duinviooltje (Viola tricolor subsp. curtisii) is een ondersoort van driekleurig viooltje (Viola tricolor).

## Determinatie
De tot 25 cm hoge plant heeft meerkleurige bloemen. De onderste kroonbladen zijn lichter gekleurd dan de twee bovenste. De onderlip heeft een gele vlek.

## Ecologie
Duinviooltje komt voornamelijk voor in de duinen, waar ze groeit op oligotrofe bodems. De plant komt niet helemaal in de zeereep voor, maar wel vlak erachter, op plaatsen waar konijnenkeutels de grond een klein beetje bemest hebben en de konijnen zelf de grond wat opengewoeld hebben.
Duinviooltje behoort tot een van de waardplanten van duinparelmoervlinder en kleine parelmoervlinder.

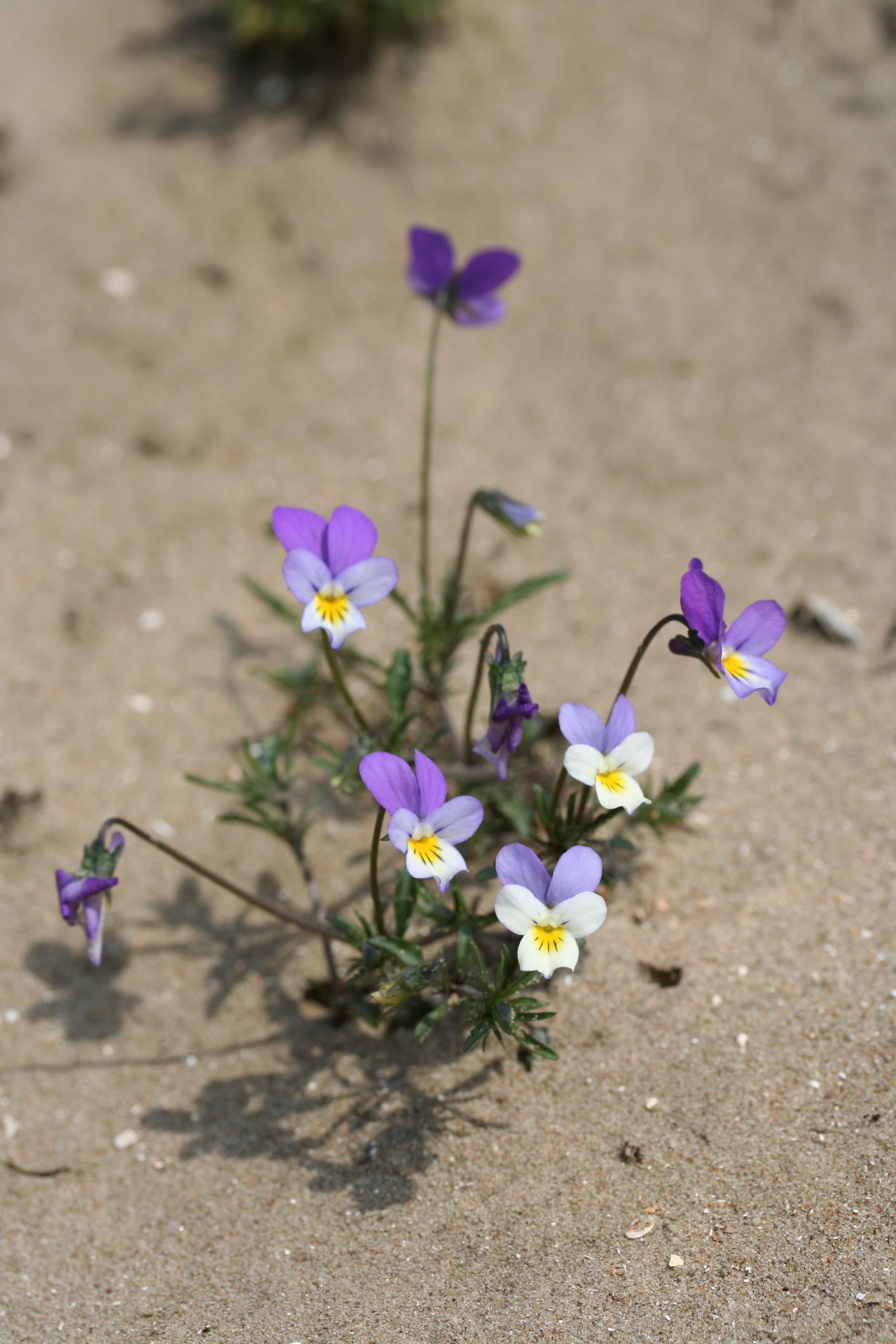

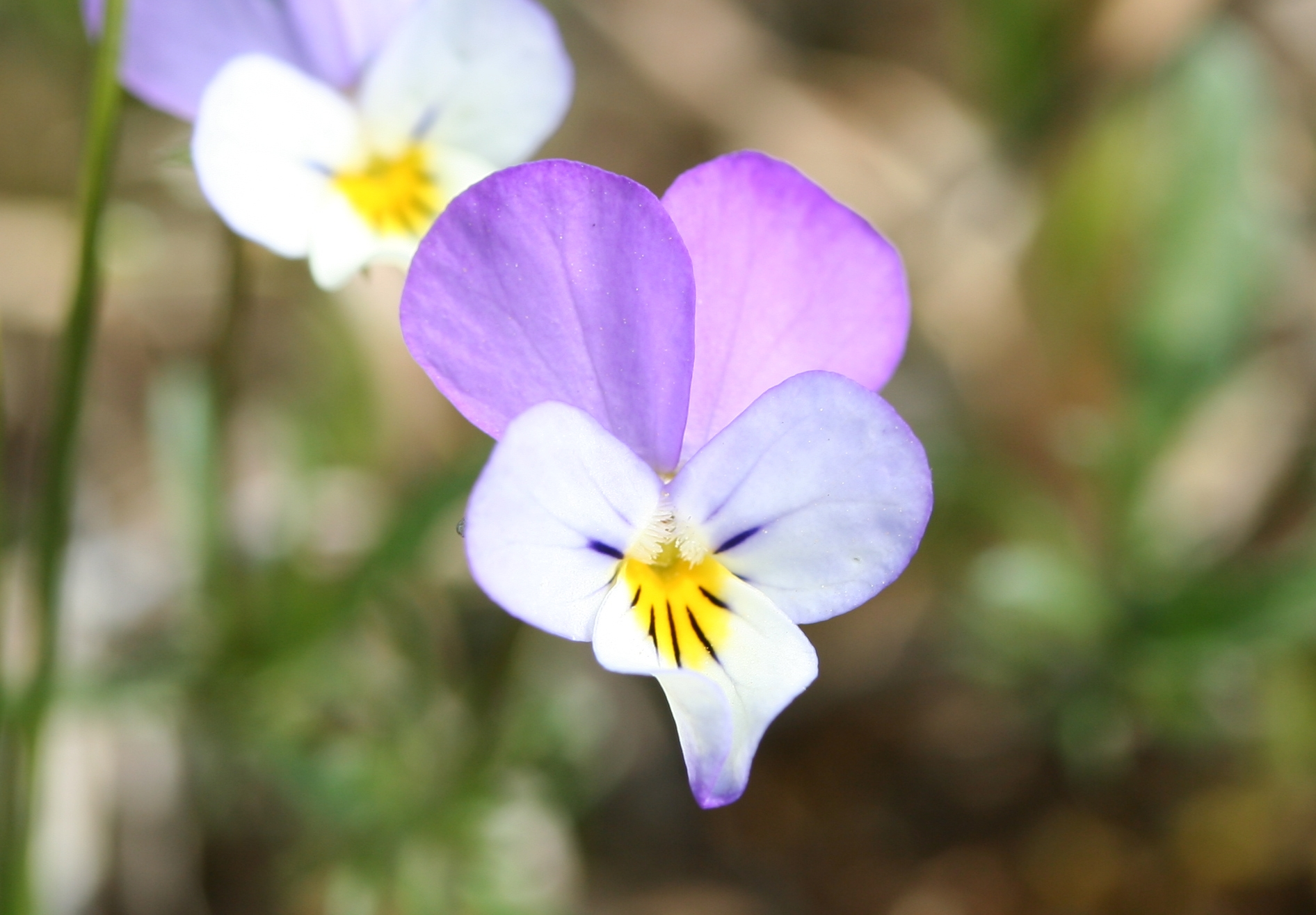

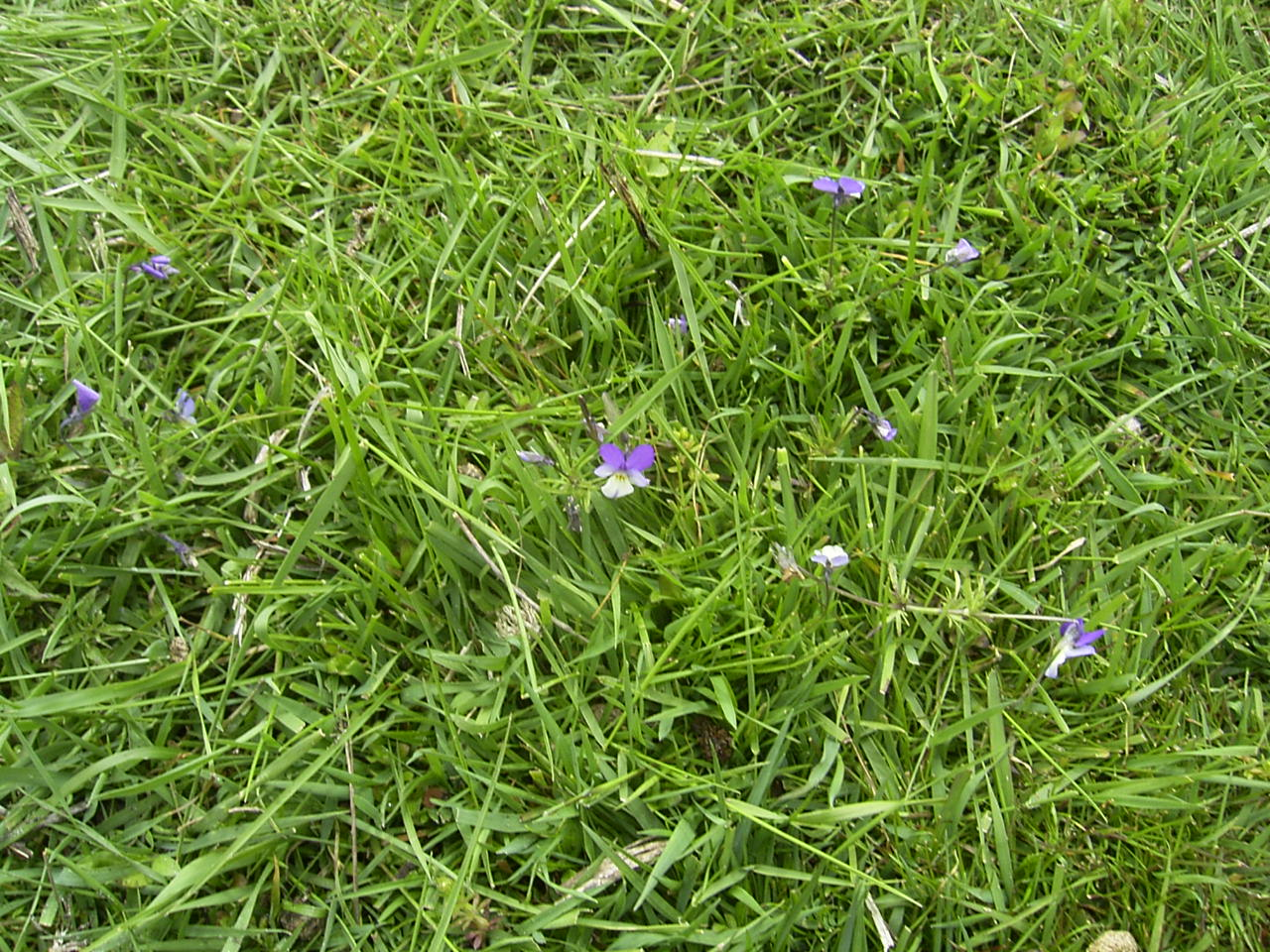

### Syntaxonomie
In de syntaxonomie staat duinviooltje te boek als kentaxon voor de fakkelgras-orde, een orde van plantengemeenschappen van droge graslanden op kalkrijke zeeduinen.